# Cercobrachys petersorum
Cercobrachys petersorum är en dagsländeart som beskrevs av Tomáš Soldán 1986. Cercobrachys petersorum ingår i släktet Cercobrachys och familjen slamdagsländor. Inga underarter finns listade i Catalogue of Life.